# Forbante (Élide)
En la mitología griega Forbas o Forbante (en griego: Φόρβᾶς, -αντος; latín: Phorbas, -antis) era un príncipe de los flegios de Tesalia que emigró a la Élide, en el Peloponeso.
Forbante era hijo de Lápites y Orsínome y hermano de Perifante. Asistió a Aléctor, a la sazón rey de la Élide, en su lucha contra Pélope, y compartió el reino con él. Para sellar el trato de asistencia mutua Forbante y Aléctor convinieron en desposarse con mujeres de las familias de su otro aliado. Forbante se desposó con Hirmina, la hermana de Aléctor, pero el propio Aléctor se desposó con Diogenía, la hija de Forbante. Forbante fue padre de varios hijos: Augías, Áctor y Tifis; todos ellos formaron parte de la tripulación de los argonautas en diferentes versiones. 